# Cattedrale di Piana degli Albanesi
La cattedrale di San Demetrio Megalomartire (kryeklisha e Shën Dhimitrit Dëshmor i Math in arbëresh), nota come klisha e Shën Mitrit, detta anche klisha e madhe (la chiesa grande), è la principale chiesa elevata alla dignità di cattedrale dell'eparchia di Piana degli Albanesi, circoscrizione della Chiesa Italo-Albanese in Sicilia.
La cattedrale è l'edificio di culto più grande e importante dell'eparchia, dove ha sede il primo patrono della città e della diocesi. Sede delle principali manifestazioni del culto di rito bizantino e delle solenni funzioni in occasione delle celebrazioni dell'eparca - come per i riti dell'Epifania (Ujët të pagëzuam), della Grande e Santa Settimana (Java e Madhe) e quindi della Pasqua (Pashkët), o del Natale (Krishtlindjet) - è il luogo della consacrazione e proclamazione del vescovo degli albanesi di rito orientale dell'Italia insulare.
Collocata nella principale strada di Piana degli Albanesi, corso Kastriota, la cattedrale fu sede dal 1784 del vescovo ordinante di rito bizantino-greco per gli Albanesi di Sicilia e, fino al 18 luglio 1924, era la sola parrocchia con un Collegio di quattro papàs.

## Storia
La parrocchia fu fondata con l’atto di concessione del 30 agosto 1488 da parte dell'arcivescovo di Monreale, Card. Juan de Borja, dei feudi di Mercu e Ayndingli agli esuli albanesi provenienti dalla penisola balcanica. Prima sede della parrocchia fu la chiesa di San Giorgio Megalomartire, la prima chiesa costruita nel centro abitato.
Il 24 luglio 1589 gli onori e i diritti di matricità vennero trasferiti all’attuale chiesa di San Demetrio Megalomartire, che veniva costruita più grande della precedente per decisione dei rappresentanti della popolazione della cittadina albanese di Piana degli Albanesi e con la autorizzazione dell'arcivescovo di Monreale.
Inizialmente costruita secondo i canoni bizantini, nella ricostruzione del '500 fu modificata seguendo lo stile in voga occidentale.
Nella prima metà del XVII secolo, dal 1641 al 1644, la chiesa subì vari rimaneggiamenti e l'intervento pittorico straordinario di Pietro Novelli, il quale vi eseguì i monumentali affreschi nelle tre absidi.
Dal 1784 la chiesa fu sede del vescovo ordinante di rito greco per gli albanesi di Sicilia. 
Il 12 novembre 1820 con la bolla Incumbentes in eam curam papa Pio VII istituì la "collegiata di San Demetrio".
Fino al 18 luglio 1924, in Piana degli Albanesi, la chiesa di San Demetrio era la sola parrocchia di rito bizantino con un Collegio di quattro parroci (papàs). In quella data essa veniva smembrata ecclesiasticamente e venivano create altre tre parrocchie ossia quella di San Giorgio Megalomartire, quella di Santissima Annunziata e quella di Sant'Antonio il Grande.
Il 26 ottobre 1937, nella festa di San Demetrio e con l'istituzione dell'Eparchia di Piana degli Albanesi, la chiesa veniva elevata alla dignità di cattedrale della cittadina e delle comunità siculo-albanesi di rito orientale in Sicilia.

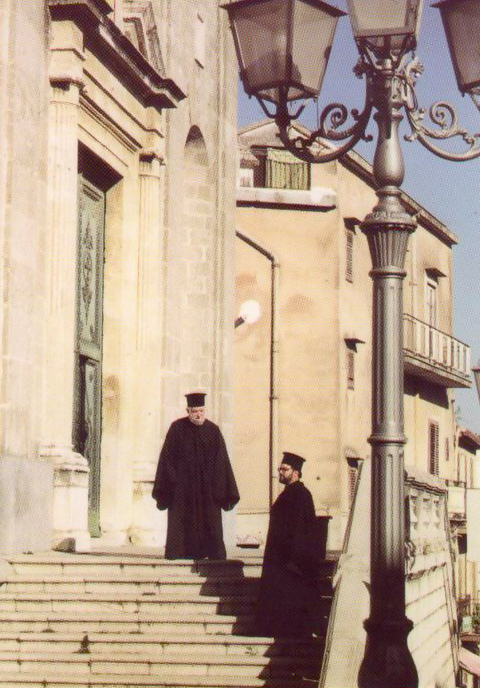
Papàs (priftërinjtë), i sacerdoti italo-albanesi di rito bizantino

Dal 1954 riposano nella cattedrale di Piana degli Albanesi le spoglie incorrotte del venerabile Padre Giorgio Guzzetta, illustre personalità arbëreshe vissuta intorno al XVIII secolo, che difese il rito orientale e l'identità degli albanesi di Sicilia; del quale è in corso la causa di beatificazione.
I lavori di ristrutturazione del 1960, volti ad adeguare la chiesa al più puro spazio liturgico bizantino, hanno provocato un gravissimo danno al patrimonio artistico e culturale, essendo state asportate iscrizioni funerarie e celebrative, stemmi scolpiti in pietra delle famiglie locali albanesi, irreparabilmente distrutti gli stucchi barocchi, perdute le cappelle laterali e due altari in stile barocco in pregiato marmo rosso locale "Kumeta", situati nelle navate laterali e dedicati uno al SS. Crocifisso e l'altro a san Nicola di Mira. Fu così modificata la percezione degli spazi interni della chiesa, con l'ampliamento anche della navata centrale attraverso l'apertura di questa, trasformando la volta a botte della navata centrale a soffitto a cassettoni con travature scoperte dipinte.
Dai primi anni ’90 le navate della cattedrale sono state oggetto di un grande intervento decorativo liturgico, ancora in fieri, da parte dell’iconografo greco Eleuterio Katzaras, raffiguranti le feste Despotiche.
Evidenti sono oggi nella chiesa i segni dei due stili, occidentale e orientale: uno rappresentato dagli affreschi del Novelli - pur rappresentando i santi della Chiesa orientale tipicamente nel proprio vestiario liturgico - e dai vari dipinti su tela (tra cui anche il San Spiridione di Giuseppe Patania); l'altro, l'orientale, attestato dalla monumentale iconostasi, dall'altare, dai vari trittici collocati nelle navate laterali, icone e dagli affreschi neobizantini.

## Descrizione

### Facciata

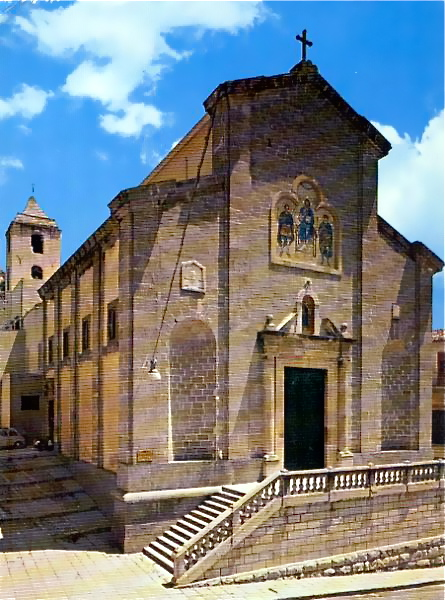
Facciata (anni '70)

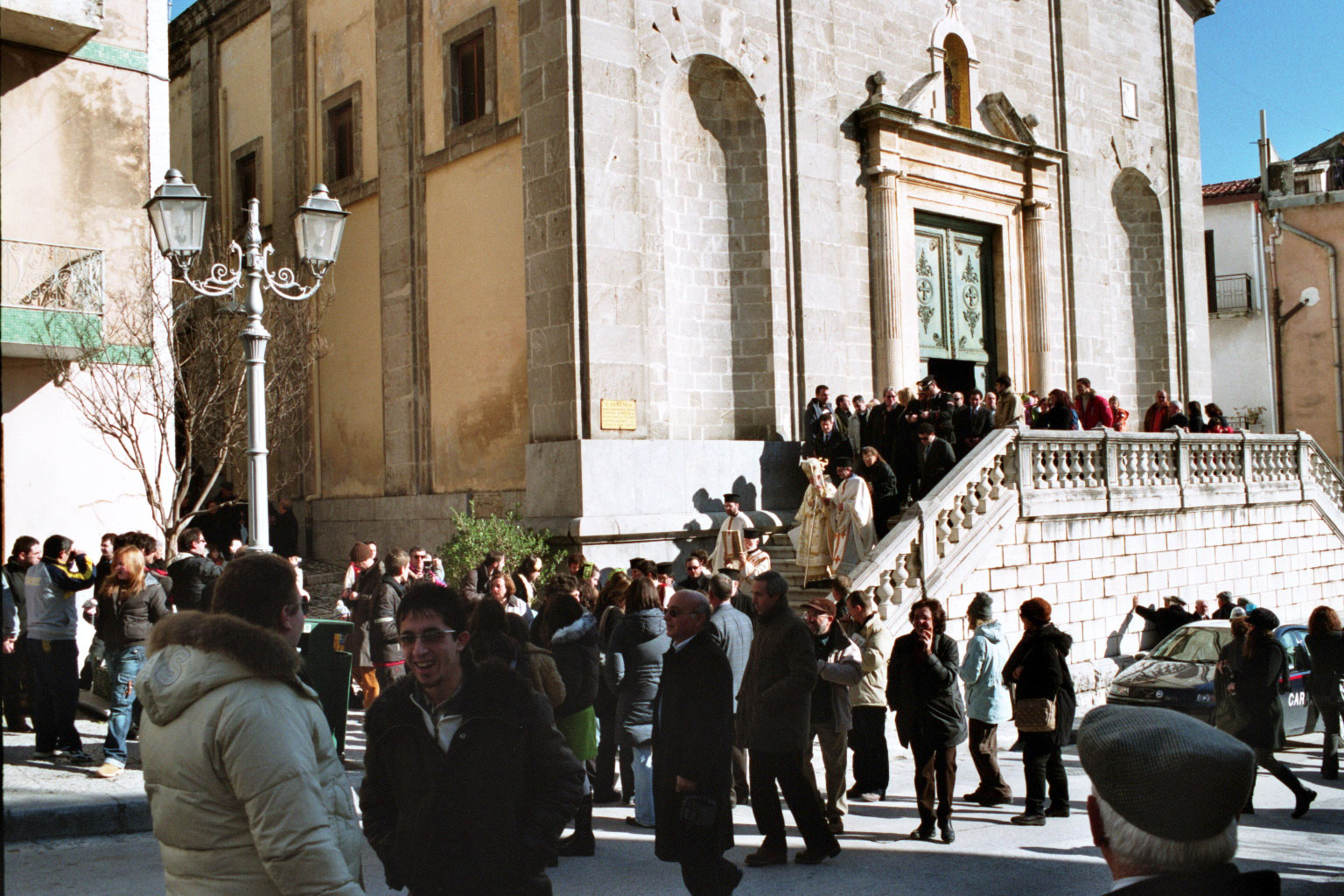
Scalinata tardo-barocca

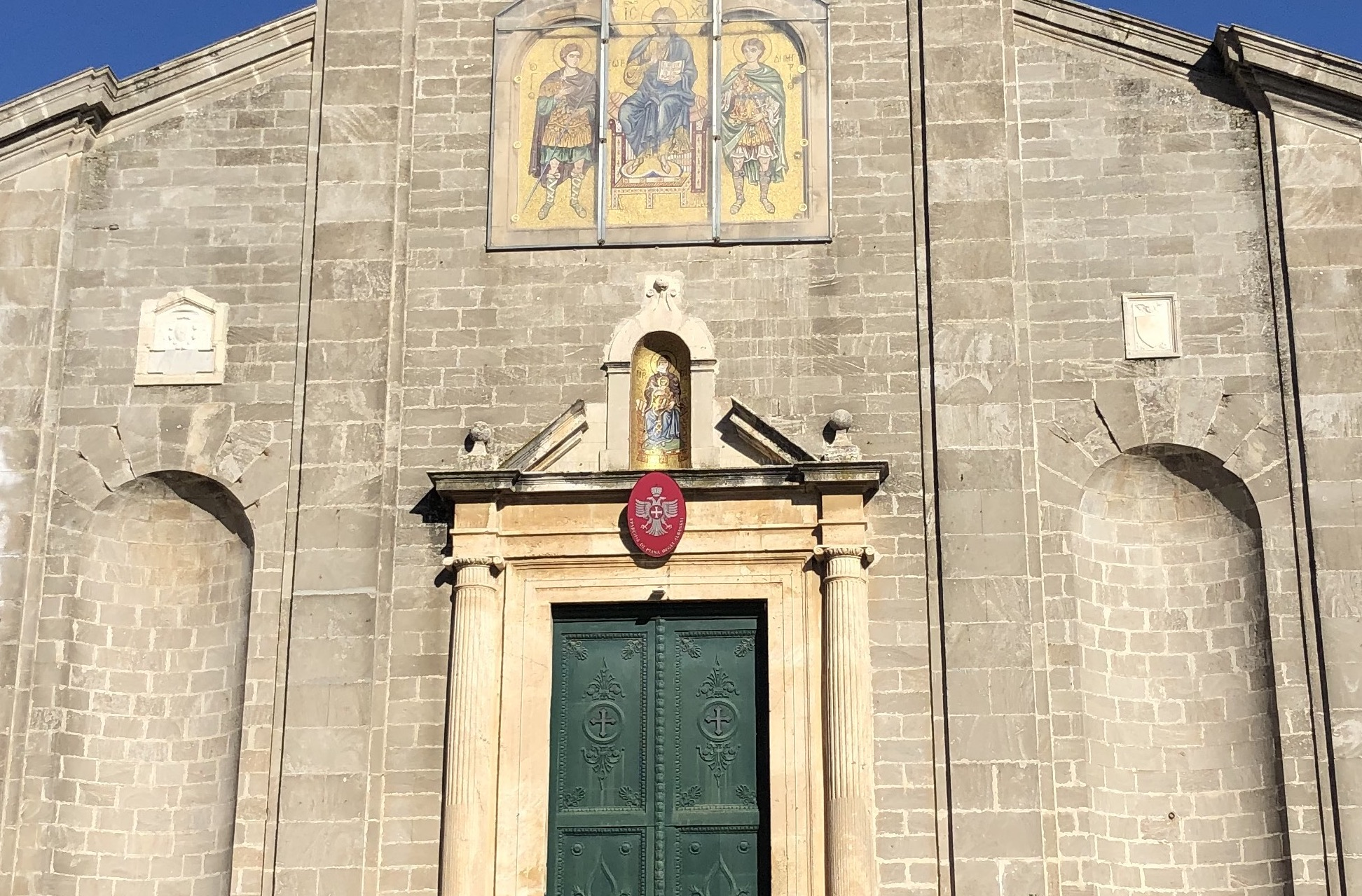
Particolare facciata

Costruzione del tardo quattrocento (1498) e più volte rimaneggiata, vi si accede mediante un sagrato sopraelevato rispetto al livello della strada e delimitato da una balaustra in marmo. La scalinata è tardo-barocca e si affaccia sul Corso Kastriota, la principale arteria della cittadina; il pregevole portale in pietra è anch'esso tardo barocco. L'entrata della casa canonica è posta nella scenografica scalinata di via Pietro Novelli. La cattedrale presenta due entrate secondarie barocche ai lati, una attigua all'entrata alla casa canonica, l'altra in via Arciprete Matranga e di fronte le vie S. Demetrio e Schiptari. Due antichi stemmi in pietra sono posti nella facciata.
La facciata a salienti è inoltre abbellita da due mosaici di scuola monrealese della metà del Novecento, raffiguranti Cristo in trono affiancato dai santi guerrieri san Giorgio e san Demetrio e, in una nicchia sottostante, quello della vergine Platitera, presentando così tutti i Santi patroni della comunità.

### Campanile
Il campanile si presenta semplice e robusto, di base rettangolare, totalmente intonacato, e al finale cuspidato. Otto sono le monofore con tre grandi campane.

### Pianta
È a pianta longitudinale a tre navate, chiuse da tre absidi, con ampio catino absidale centrale. Prima dei recenti restauri accennava ad un transetto non strutturale.

### Interno
L'interno, a tre navate separate da due maestose file di sette colonne di marmo (di cui nelle due file rispettivamente negli esterni a mezza colonna, tagliata a metà lungo il diametro e addossata alla parete) ed archi a tutto sesto.
Presenta sei campate, di cui solo quattro visibili esternamente. Il presbiterio è rialzato di tre gradini rispetto al transetto, che è a sua volta rialzato di un gradino sulle navate, e presenta una balaustra. Il presbiterio è caratterizzato dal pregiato marmo locale "rosso Kumeta", oltre che da icone e gli affreschi seicenteschi di Pietro Novelli.
Svetta dal transetto un lampadario ligneo dorato, ripreso da quello precedente, ma di vago stile misto neobizantino e neobarocco, progettato dall'arciprete della cattedrale Papàs Gjergji Schirò e realizzato da Vincenzo Corpora negli anni '60 e montato nel 1974.

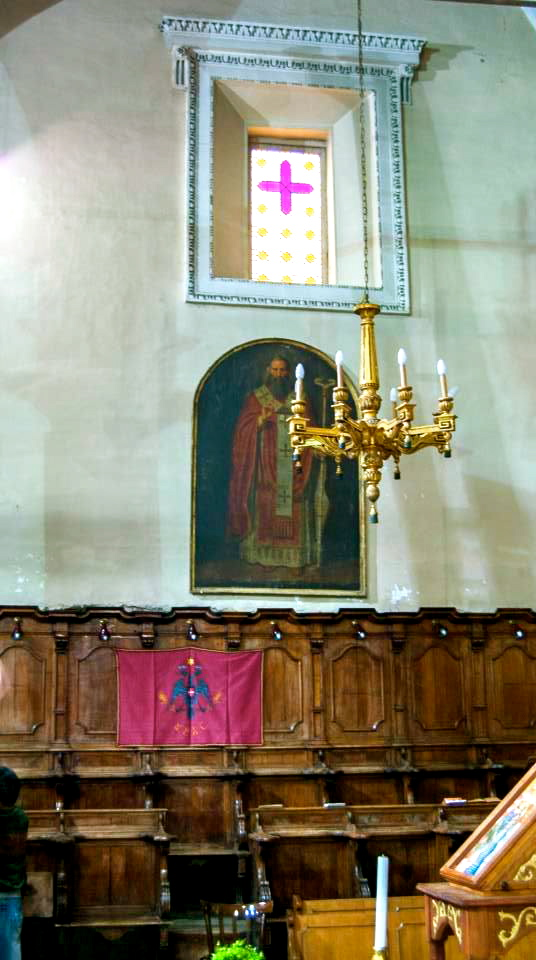
Navata sinistra, articolare del coro ligneo tardo-barocco

Su modello orientale, le tre navate terminano con tre absidi, con la navata centrale più grande. Esse sono contornate da un'imponente iconostasi lignea, la più grande di Sicilia, con icone del monaco cretese Manusaki, che ricopre le tre absidi.
Arricchiscono le pareti laterali della navata centrale affreschi dell'iconografo greco Eleuterio Hatsaras e trittici di icone che raffigurano la vita della Vergine, le feste principali e i padri della chiesa orientale, quella centrale da affreschi del Katzaras raffiguranti feste Despotiche.
L'abside principale, inizialmente rivolta verso Oriente secondo i canoni bizantini, nella ricostruzione del '500 - dovendo dare alla cittadina che cresceva una sistemazione urbanistica diversa con il taglio del corso principale e nel contempo realizzare lavori di ampliamento e ristrutturazione ad opera del maestro monrealese D’Allegro - fu invertita verso occidente. L'asse della chiesa, difatti, fu cambiato e le absidi da est vennero rivolte ad ovest.
Il tentativo di "latinizzare" l'arte pittorica bizantina ad uso liturgico, dopo il Concilio di Trento, ebbe qui il suo esito più importante. Dopo la dimissione obbligata dell'antica iconostasi, Pietro Novelli dipinse le pareti interne dell'abside poligonale quasi a riproporre in una spazialità più articolata la funzione religiosa-didattica dell'iconostasi ormai mancante. In questa occasione, furono attuati lavori secondari di completamento, e nella prima metà del XVII secolo, dal 1641 al 1644, la chiesa subì vari rimaneggiamenti e l'intervento pittorico straordinario di Pietro Novelli, che eseguì gli affreschi delle absidi. Come scrive anche Agostino Gallo l'affresco è tripartito: il catino absidale è dominato dalla maestosa figura dell'Eterno Padre, nella parte mediana si osservano i dodici apostoli scaglionati nelle varie cornici in stucco e dorate, nella parte inferiore l'ascensione di cristo con il vessillo rosso fiancheggiato dai meravigliosi padri della chiesa d'oriente (in quella centrale è rappresentata l'Esaltazione della Trinità e in quella destra la Ascensione di Cristo al cielo. Nella volta il Padre benedicente fra sette arcangeli e due giri di cherubini; attorno a lui nell'ordine superiore sono raffigurati i dodici apostoli; mentre nell'ordine inferiore Cristo è attorniato dai quattro Padri della Chiesa orientale (San Giovanni Crisostomo, San Basilio, San Gregorio, San Atanasio).

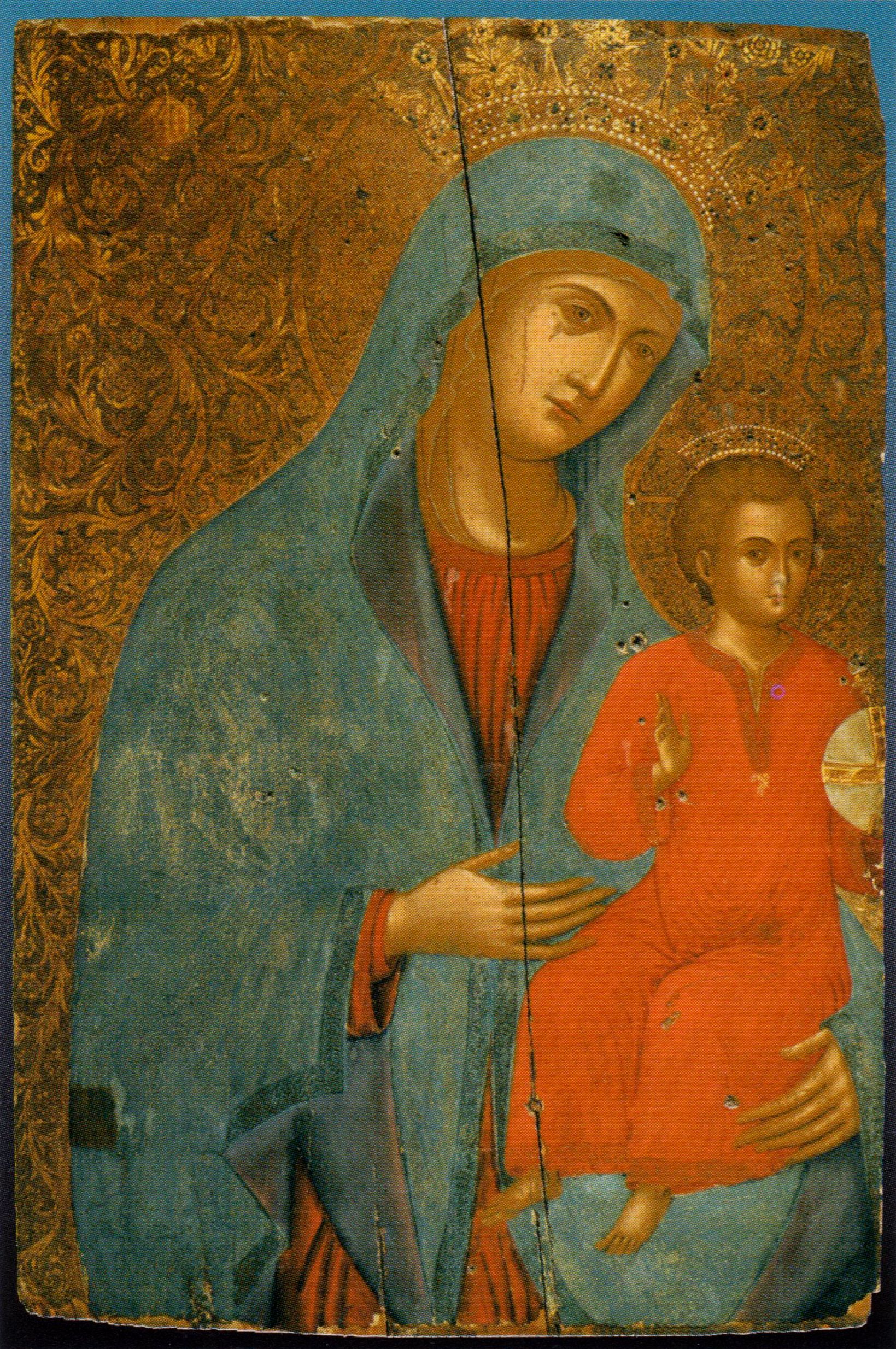
Icona dell'Hodighìtria (XVI secolo)

Sempre dopo il Concilio tridentino nel culto bizantino sono entrate forme estetiche d'arte sacra tipicamente occidentali come la scultura "a tutto tondo". Interessante è il gruppo ligneo policromo ottocentesco raffigurante san Demetrio di Tessalonica e san Nestore, di Girolamo Bagnasco e bottega; e si ammira anche la Madonna in marmo alabastrino, realizzata da scuola tosco-lombarda tra il XV e il XVI secolo.

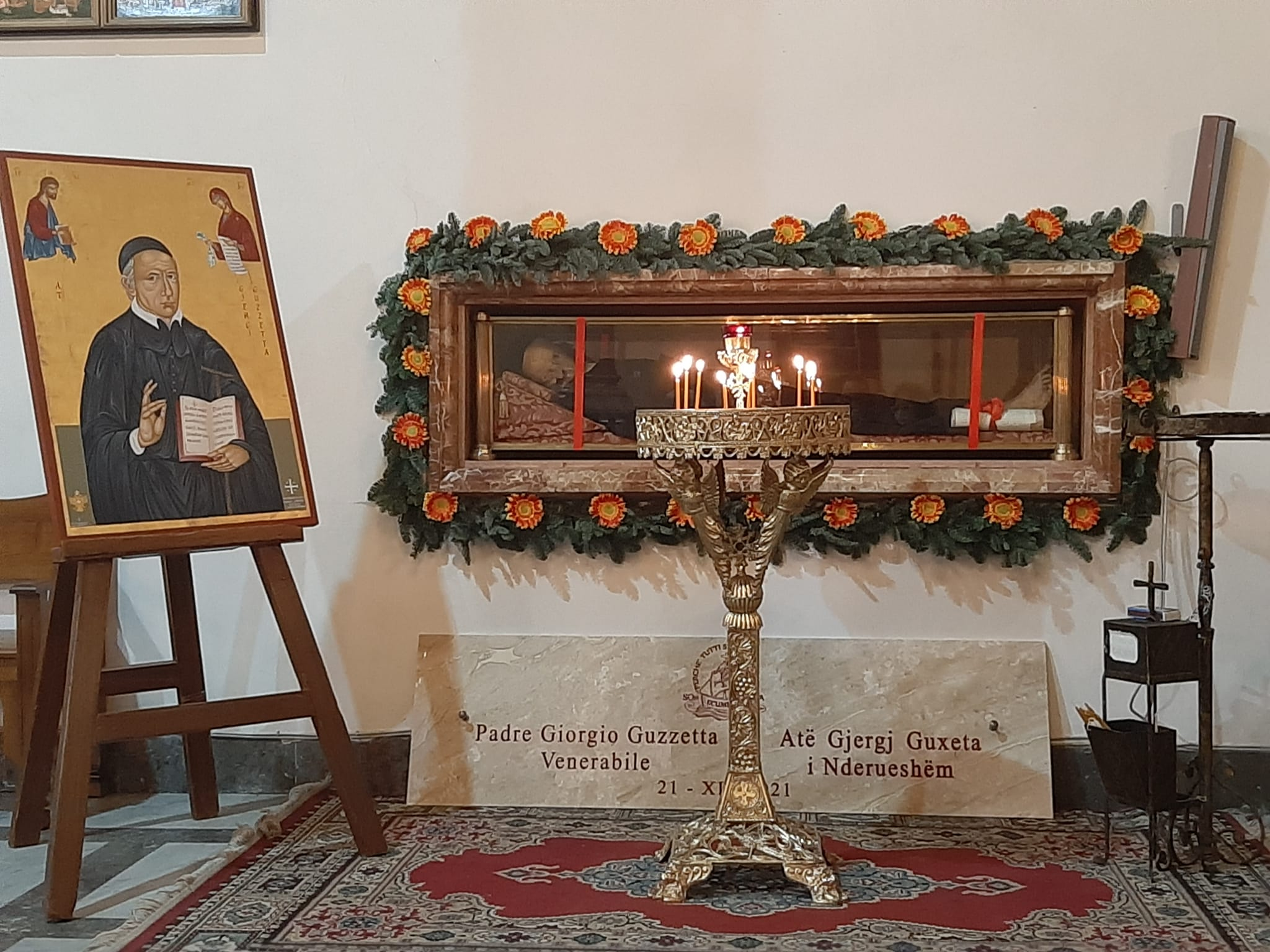
Resti mortali del venerabile Padre Giorgio Guzzetta (1682 – 1756), Apostolo degli Albanesi di Sicilia

Sulla parete destra, rispetto all'entrata principale, si trova il sepolcro in cui sono custodite le spoglie mortali del venerabile Padre Giorgio Guzzetta, illustre arbëresh morto in odore di santità, che difese il rito orientale e l'identità del suo popolo, fondando l'importante Seminario Italo-Albanese in Palermo (1734) per l'istruzione dei giovani delle colonie albanesi di Sicilia e numerose altre istituzioni religiose cattoliche di tradizione orientale, rivelate importanti anche ai fini del mantenimento della cultura albanese. Vicino al sepolcro vi è la copia del ritratto del santo Guzzetta. Sempre sulla stessa parete si trova una pala raffigurante san Demetrio e san Nestore. Adornano la cattedrale nuove icone contemporanee di iconografi locali.
Nella navata sinistra si trova un grande dipinto ad olio su tela del 1845 di Andrea D'Antoni, raffigurante san Nicola che dona i suoi beni ai poveri.
L'opera più antica e di maggior rilievo artistico è l'icona della Madre di Dio con il Cristo di scuola senese del 1500, dipinta con tempera all'uovo.
In seguito ai restauri operati nel 1960, il coro venne ampliato e trasformato e la volta a botte della navata centrale sostituita con un tetto a cassettoni decorati in oro.
Dai primi anni ’90 le navate della cattedrale sono state oggetto di un grande intervento decorativo liturgico, ancora in fieri, da parte dell’iconografo Hatsaras, le cui opere rappresentano la vita di Cristo e quella dei Santi Demetrio, Nestore, Giorgio, Nicola, Spiridione, Biagio e Lucia.
Recentemente è stato posto un nuovo ambone in stile bizantino, impreziosito da icone di scuola italo-albanese locale dell'artista Zef Giuseppe Barone, raffiguranti la vita del Figlio di Dio.

### Gli affreschi di Pietro Novelli

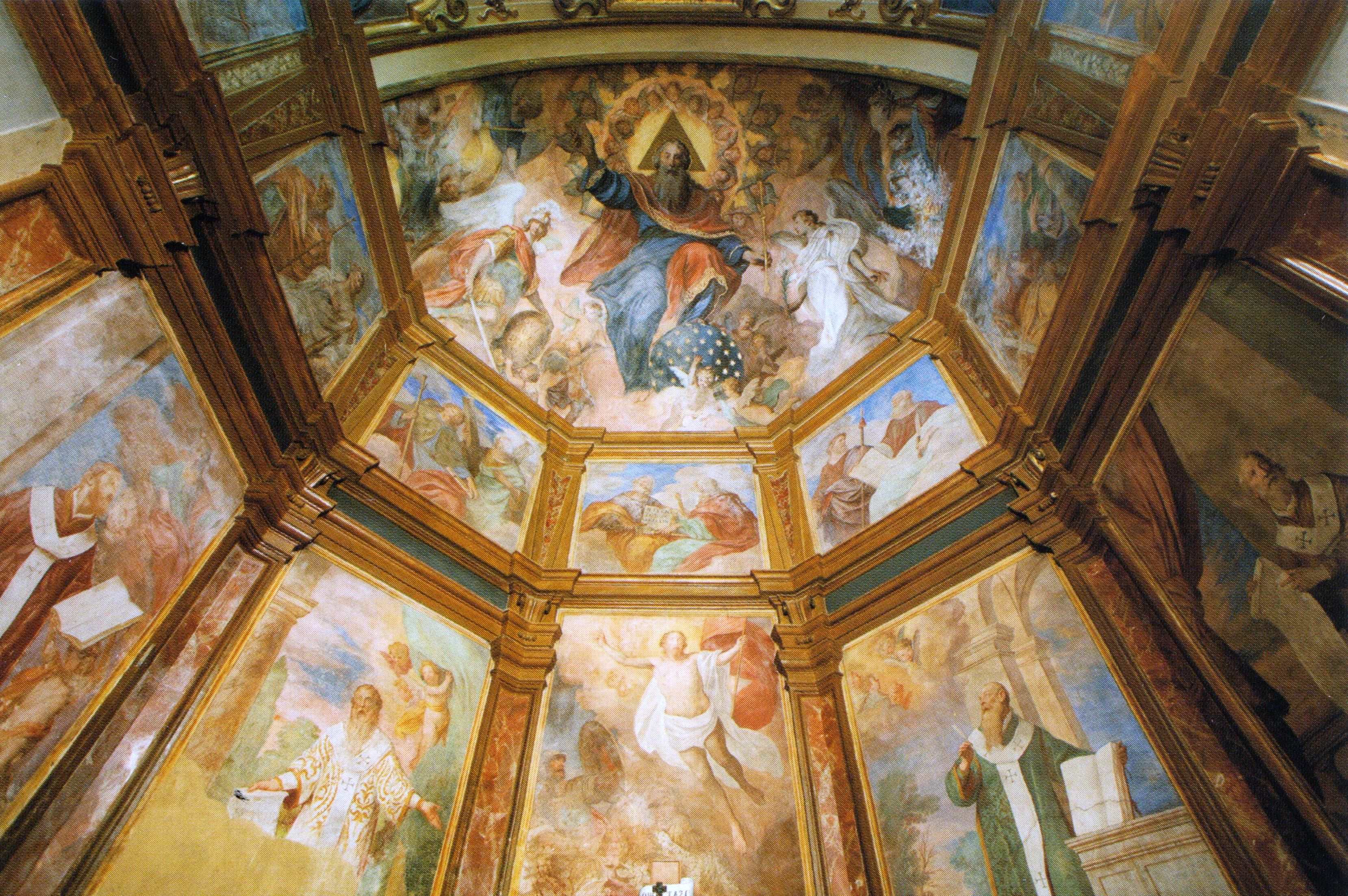
Affreschi dell'abside e dell'arco trionfale di Pietro Novelli (1641-1644)

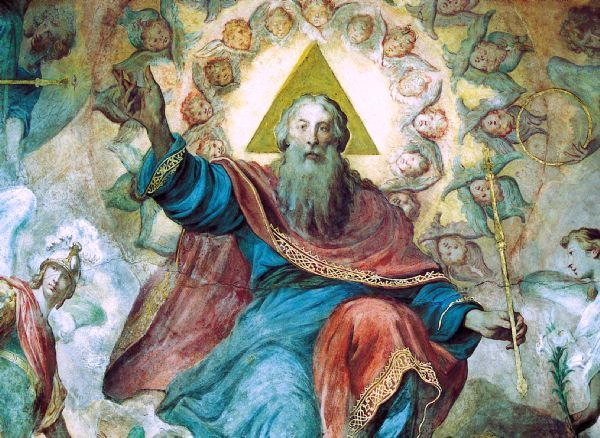
L'Eterno Padre partecipe della Resurrezione del Cristo

Il 29 ottobre 1641, con atto notarile, Pietro Novelli s'impegnava a: 
 I lavori furono completati, quasi certamente, il 29 ottobre del 1643. L'anno successivo ritornò per alcuni ritocchi. Nel catino absidale vi raffigurò l'Eterno Padre, alla cui destra sta l'Arcangelo Michele che, vestito da guerriero, regge con la sinistra uno scudo recante il motto "Quis ut deus". Alle sue spalle Uriel, l'angelo illuminatore, brandisce una spada. Segue Sealtiel in preghiera ed ancora Barachiel, l'angelo della benedizione, che impugna uno scettro. Dall'altro lato, a sinistra, Gabriel, l'angelo “messaggero”, in tunica bianca con in mano un giglio, simbolo della purezza. Segue Raphael, l'angelo della guarigione, raffigurato mentre intima a Tobia di afferrare il pesce, che gli restituirà la vista. Poi Indiel, l'angelo della gloria. Nella tessera inferiore sono raffigurati gli apostoli testimoni e divulgatori della parola di Cristo. Queste gigantesche figure senili recano, ciascuno, l'emblema del martirio subìto o il simbolo dell'apostolato svolto. Essi sono nell'ordine, da sinistra, Giovanni Evangelista, Giuda Taddeo, Giuda l’Escarioto, Giacomo, Andrea, Simone detto Pietro ed il fratello Paolo, Giacomo il Minore, Bartolomeo, Tommaso, Filippo, Matteo. Nella tessera ancora inferiore è raffigurato il Cristo resuscitato che ascende al cielo, benedice con la destra e sventola, nella sinistra, lo stendardo della vittoria. Ai due lati sono raffigurati i quattro Dottori della Chiesa greca: San Gregorio, San Anastasio, San Basilio, San Giovanni Crisostomo. Nel sottarco dell'abside, il Novelli dipinse a sinistra San Giovanni Battista, il precursore di Cristo; al centro lo Spirito Santo (sotto forma di colomba), circondato da cherubini; a destra la Vergine Immacolata (con le mani giunte sul petto) coronata di stelle. Sull'arco trionfale raffigurò, a sinistra, San Nicolò di Bari che regge la tiara papale; a destra, San Giovanni Damasceno il quale regge un volume aperto su cui è inciso l'incipit del cantico indirizzato alla Madonna. L'affresco è stato restaurato nei primi anni ’70 del secolo scorso.
La Resurrezione di Cristo
Gli affreschi, eseguiti in poco tempo, dal Novelli, furono commissionati da Paolina, vedova del chierico Lorenzo Petta che per volontà testamentaria aveva chiesto di essere sepolto nella cappella del SS. Sacramento. In collaborazione con Luigi di Geraci, Matteo Ferrea e Battista Serpotta, Novelli finì i lavori, iniziati probabilmente il 23 luglio 1644, in pochi giorni.
Negli affreschi è raffigurata sotto l'arco della cappella la colomba dello Spirito Santo, aureolata da quattordici cherubini, suddivisi in sette per ciascun lato e nel tondo centrale della volta il Cristo risorto e trionfatore sul peccato mortale. Da sinistra verso destra sono raffigurati l'Arcangelo Michele che regge lo scudo e impugna una spada e, nelle altre tre lunette, San Ilario di Poiters, San Girolamo e San Agostino, i teologi della spiritualità della Resurrezione della carne.

### L'iconostasi

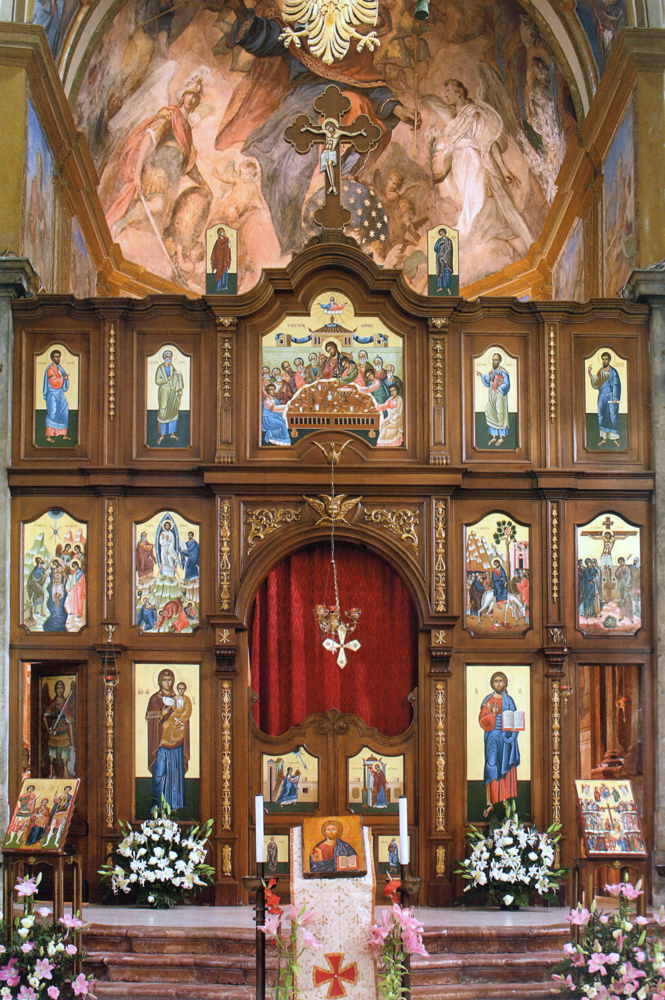
Iconostasi della cattedrale

Parlare dell'iconostasi dà la possibilità di far luce su alcune delle opere contemporanee più significative del patrimonio artistico dell'Eparchia di Piana degli Albanesi.
La cattedrale di Piana degli Albanesi ha avuto diverse iconostasi. Essa è il risultato finale di un fenomeno precedente, che avviene intorno alla metà del XVII secolo, quando il pittore Pietro Novelli riprodusse scenograficamente nello spazio absidale un ciclo di temi e soggetti sacri mediante l'affresco, contemperando i classici sistemi bizantini con le modalità pittoriche dell'arte occidentale.
In sequenza storica, dopo l'originaria iconostasi o pergula del XVI secolo - dismessa per via delle rigide decisioni prese nel Concilio di Trento - e gli affreschi del Novelli (1641-1644), agli inizi del secolo scorso (1937) si realizzò l'iconostasi con base marmorea della cattedrale di Piana degli Albanesi. L'iconostasi fu arricchita, tra il 1947 e il 1948, da icone del pittore Giuseppe Rondini dal monastero di Grottaferrata. Si tratta di una trentina di icone, la cui iconostasi è oggi scomposta (smembrata nel 1968) e le icone trasferite al museo eparchiale e alla cappella del Seminario. L'iconostasi marmorea della cattedrale presentava icone su due registri.
L'imponente artistica iconostasi lignea attuale, la più grande della Sicilia e del sud Italia, è stata realizzata dal dopoguerra sino alla fine degli anni sessanta del Novecento su disegno e cura dell'Arciprete Papàs Gjergji Schirò (1907-1992) ed esecuzione dei fratelli artigiani La Bruna di Monreale. Le icone sono state realizzate dal maestro iconografo cretese P. Giorgio Manusakis e collocate nel 1975. L'iconostasi ha tre registri di icone, scandite da pregevoli intagli in oro del legno. Le icone, alcune molto grandi, sono in puro stile bizantino.

### Gli affreschi neobizantini

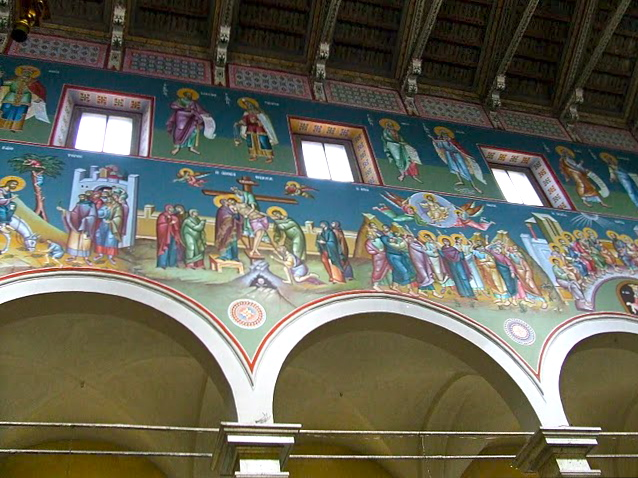
Navata centrale, affreschi, varie scene della vita di Gesù

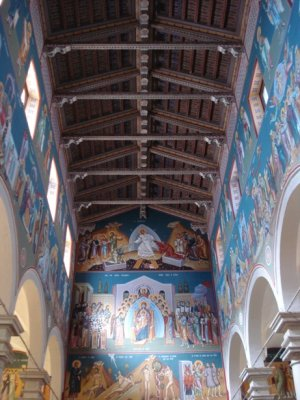
Controfacciata (XIX secolo)

Un grandioso ciclo di affreschi in stile neo-bizantino della fine del XX secolo, dell'iconografo greco Eleuterio Hatsaras, decora le pareti della navata centrale, presentando le grandi feste dell'anno liturgico: sul lato destro del Vima, l'Annunciazione, il Natale, la Circoncisione, la Presentazione al Tempio, la Teofania al Giordano, la Metamorfosi sul Tabor; sul lato sinistro la Resurrezione di Lazzaro, la festa delle Palme, la Deposizione del Cristo, l'Ascensione, la Pentecoste, l'esaltazione della Croce. Più in alto, in secondo ordine figurativo, sono i profeti dell'Antico Testamento.
Domina l'arco magno la raffigurazione della mistica Cena, presentata in una sorta di dittico: da un lato Cristo distribuisce il S. Pane a sei Apostoli, mentre dall'altro porge a bere il Calice agli altri sei. Su questa scena sovrasta, nel timpano, la Déisis: siede il Cristo Pantocratore in trono tra le due mistiche personificazioni della preghiera cristiana, la Vergine e Giovanni Battista che a mani aperte verso di lui, intercedono per l'umanità, affiancati dagli Arcangeli Michele e Gabriele.
Il grande intervento decorativo liturgico degli affreschi, ancora in fieri, non è stato ancora totalmente completato ed è mancante dei temi contemplanti la vita di San Demetrio e la storia dell'esodo albanese nella zona inferiore delle navate laterali.

### Simbologie

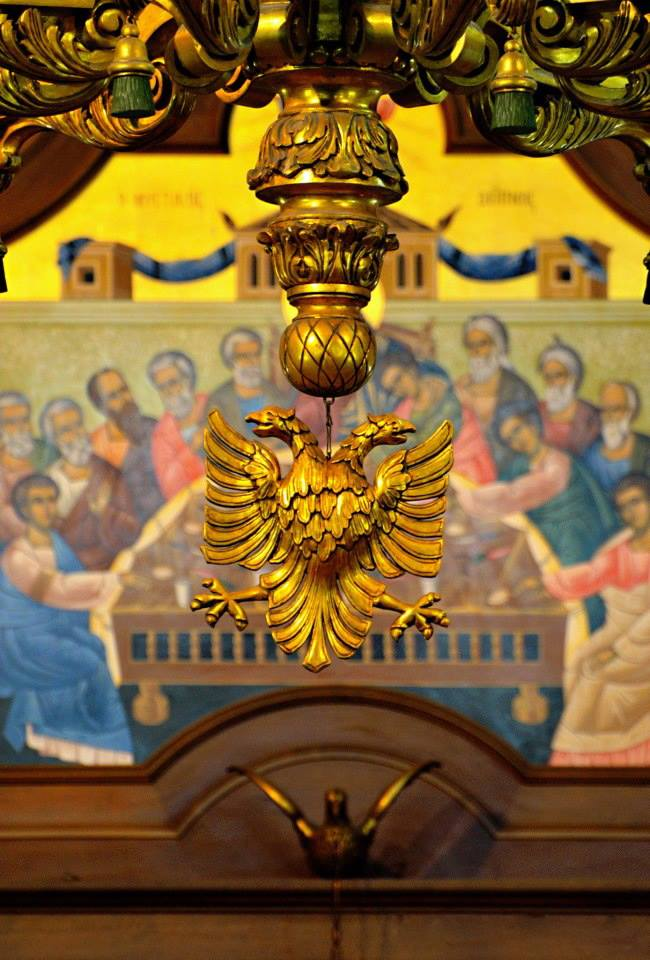
L'aquila bicipite bizantina, simbolo degli albanesi, del maestoso lampadario

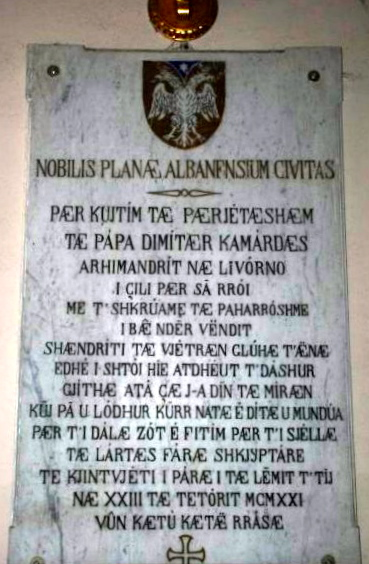
Iscrizione in albanese in ricordo di Papàs Demetrio Camarda con aquila bicipite d'Albania

All'interno della cattedrale è presente una ripetuta araldica che richiama l'identità etnica e religiosa della comunità: l'aquila bicipite, simbolo della fede cristiana orientale e simbolo dell'identità albanese.
Si tratta di varie aquile bicipiti, il cui disegno spesso ricopre diversi angoli dell'edificio cristiano. In passato, precedentemente ai restauri del dopoguerra, poteva probabilmente presentarne diversi altri ancora. Il più antico è quello dell'iscrizione commemorativa in lingua albanese in ricordo di Papàs Demetrio Camarda, proprio con aquila bicipite d'Albania, posizionato ora in un corridoio che precede la casa canonica, ma inizialmente nella navata laterale destra. Un'altra aquila bicipite è presente nella parte antistante l'iconostasi, posto nella zona centrale, in marmo Rosso Kumeta. Svetta, dal grandioso lampadario ligneo dorato, la più grande aquila bicipite bizantino-albanese. Questa araldica la si può ritrovare anche nei trittici in legno delle navate laterali o nel mitra dell'eparca.
La cattedrale dell'eparchia di Piana degli Albanesi, da sempre centro cardine degli albanesi di Sicilia, rappresenta per la città il luogo per eccellenza della sua identità religiosa e linguistico-culturale.

## Patrimonio artistico-religioso
La cattedrale possiede antichi epitafi, stemmi scolpiti in pietra delle famiglie locali e iscrizioni lapidarie funerarie e celebrative, numerose in lingua albanese, alcune delle quali inesorabilmente perse, distrutte o ridotte in frammenti a causa dei restauri senza criterio metodologico e conservativo, operati nel 1960. In seguito essi furono spostati dall'interno della chiesa e riuniti nel corridoio che precede la sagrestia.

### I paramenti liturgici bizantini
Il nucleo più importante dei paramenti liturgici bizantini dell'Eparchia di Piana degli Albanesi è custodito presso la cattedrale di San Demetrio Megalomartire.

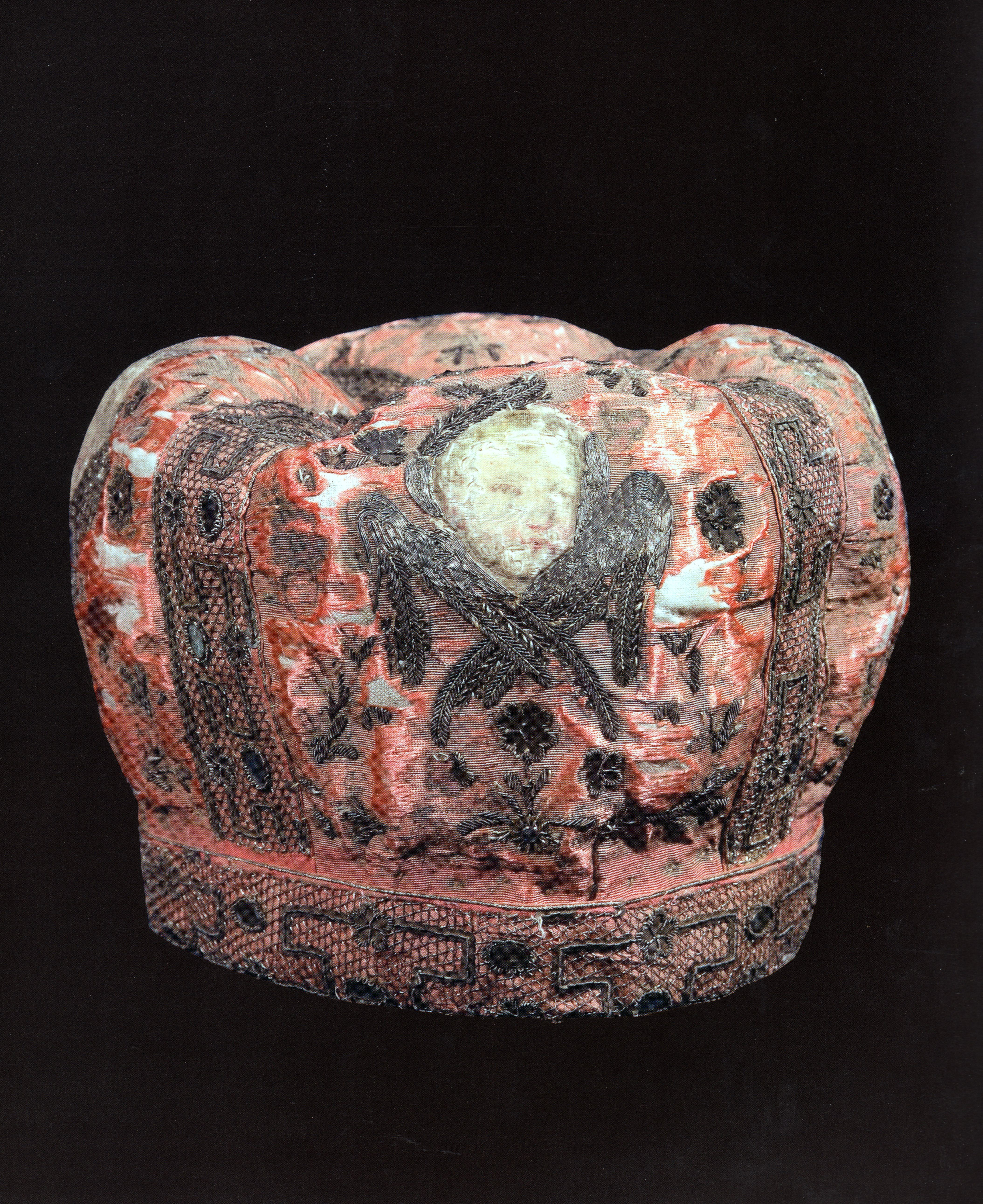
Mitra del XIX secolo

Anche le altre principali chiese dell'Eparchia custodiscono il loro patrimonio di antichi paramenti, che vengono indossati dai diversi celebranti della Divina Liturgia (Eparca, papàs, arcidiacono, diacono, suddiacono, cantore e lettore). La foggia di questi abiti liturgici è naturalmente diversa da quelle dei paramenti in uso nella Chiesa latina ed è di particolare interesse come testimonianza dell'accanita volontà del clero greco-ortodosso nel voler mantenere e ripristinare le originalità del proprio rito anche nei dettagli.
Questi paramenti vennero cuciti e ripresi, su modello dei precedenti abiti, alcuni pervenuti sino ad oggi, dalle suore e dalle fanciulle del Collegio di Maria presso la Chiesa dell'Odigitria a Piana degli Albanesi. La decorazione di questi indumenti liturgici (sàkkos, sticharion, felònion, epitrachinion, mandhìas; etc.) è tipica dell'arte sacra bizantina e del gusto tardo-settecentesco dell'epoca nella quale vennero recuperati e realizzati. Non mancano una caratteristica mitra a quattro lobi molto decorata e altri accessori di vestiario (omofòrion, epigonàtion, epimanìkia, etc.) nonché anche alcuni "arredi" per l'altare come l'air e l'epitàfios.

## Feste religiose
- 1 gennaio, Memoria di San Basilio il Grande.
- 6 gennaio, Teofania.
- Domenica dell'Ortodossia, prima domenica di Quaresima.
- Settimana Santa (Java e Madhe).
- 27 luglio, Memoria di San Panteleimon.
- 14 settembre, Festa dell’Esaltazione della Croce.
- 26 ottobre, Festeggiamenti in onore di San Demetrio Megalomartire, patrono dell'Eparchia.
- 1 novembre, Memoria dei Santi Cosma e Damiano.
- 12 e 13 dicembre, Memoria rispettivamente di San Spiridione e Santa Lucia.

## Vescovi ordinanti per gli Albanesi di Sicilia
- Giorgio Stassi † (25 giugno 1784 - 26 marzo 1801 deceduto) da Piana degli Albanesi (vescovo titolare di Lampsaco)
- Giuseppe Guzzetta † (29 marzo 1801 - 1813 deceduto) da Piana degli Albanesi (vescovo titolare di Lampsaco)
- Francesco Chiarchiaro † (23 settembre 1813 - 1834 deceduto) da Palazzo Adriano (vescovo titolare di Lampsaco)
- Giuseppe Crispi † (20 dicembre 1835 - 1859 deceduto) da Palazzo Adriano (vescovo titolare di Lampsaco)
- Agostino Franco † (1860 - 1877 deceduto) da Mezzojuso, già ordinante per gli albanesi di Calabria (vescovo titolare di Ermopoli Maggiore)
- Giuseppe Masi † (29 gennaio 1878 - 11 aprile 1903 deceduto) da Mezzojuso (vescovo titolare di Tempe)
- Paolo Schirò † (5 febbraio 1904 - 12 settembre 1941 deceduto) da Piana degli Albanesi (vescovo titolare di Benda)

## Galleria d'immagini

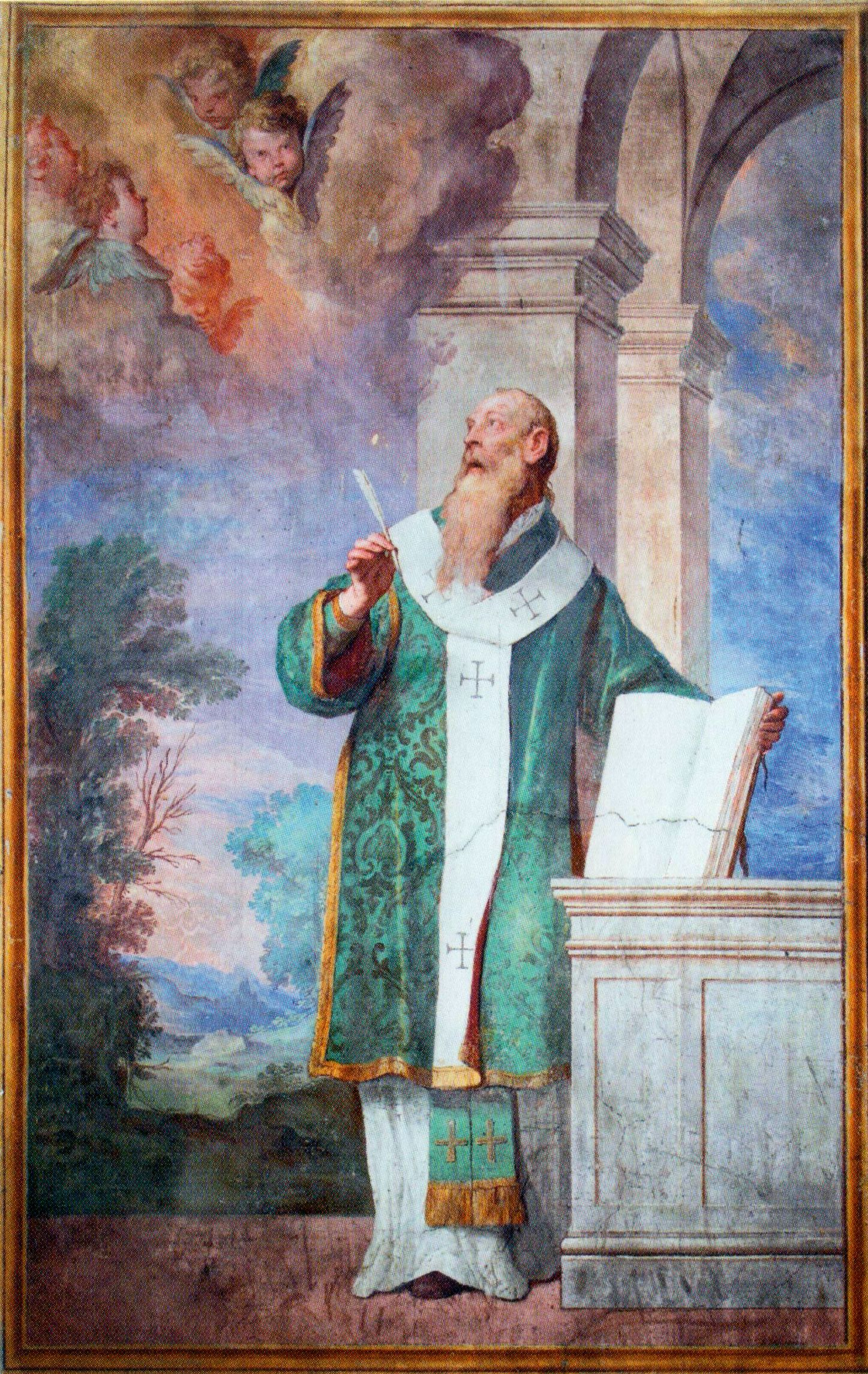
Padre della Chiesa orientale, particolare dell'affresco, P. Novelli (1641-1644)
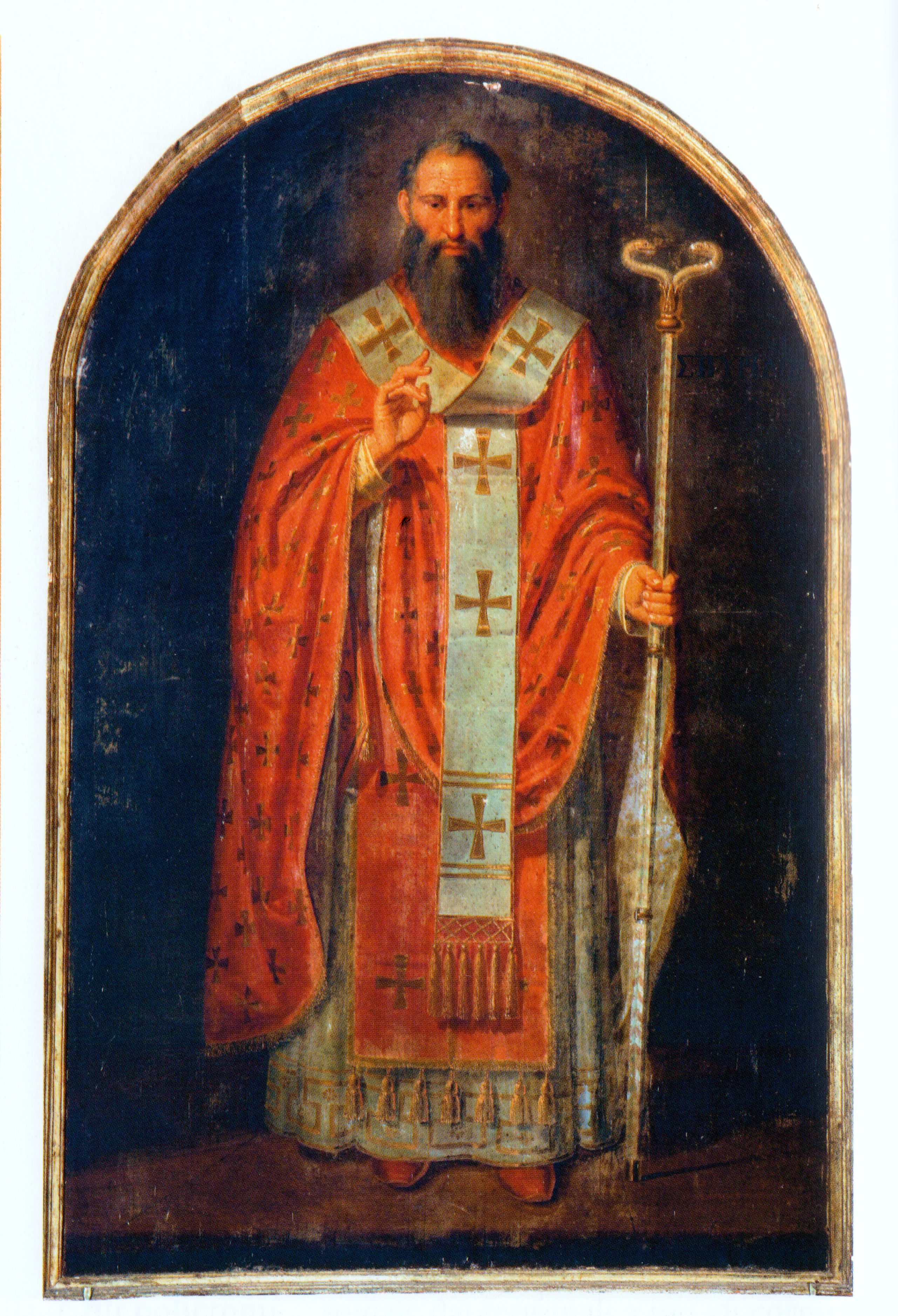
San Spiridione, di G. Patania (1780-1852)
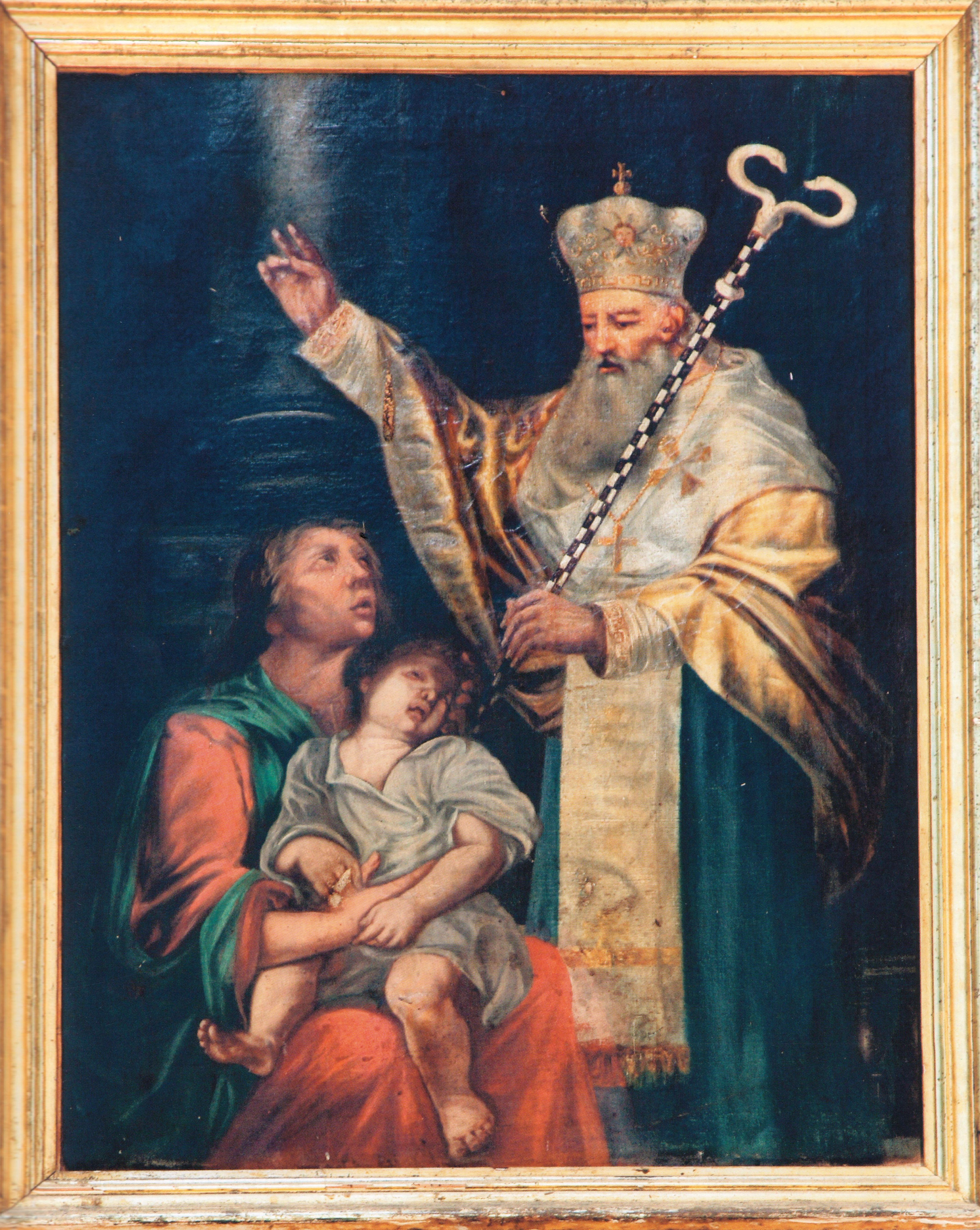
San Spiridione (XIX secolo)
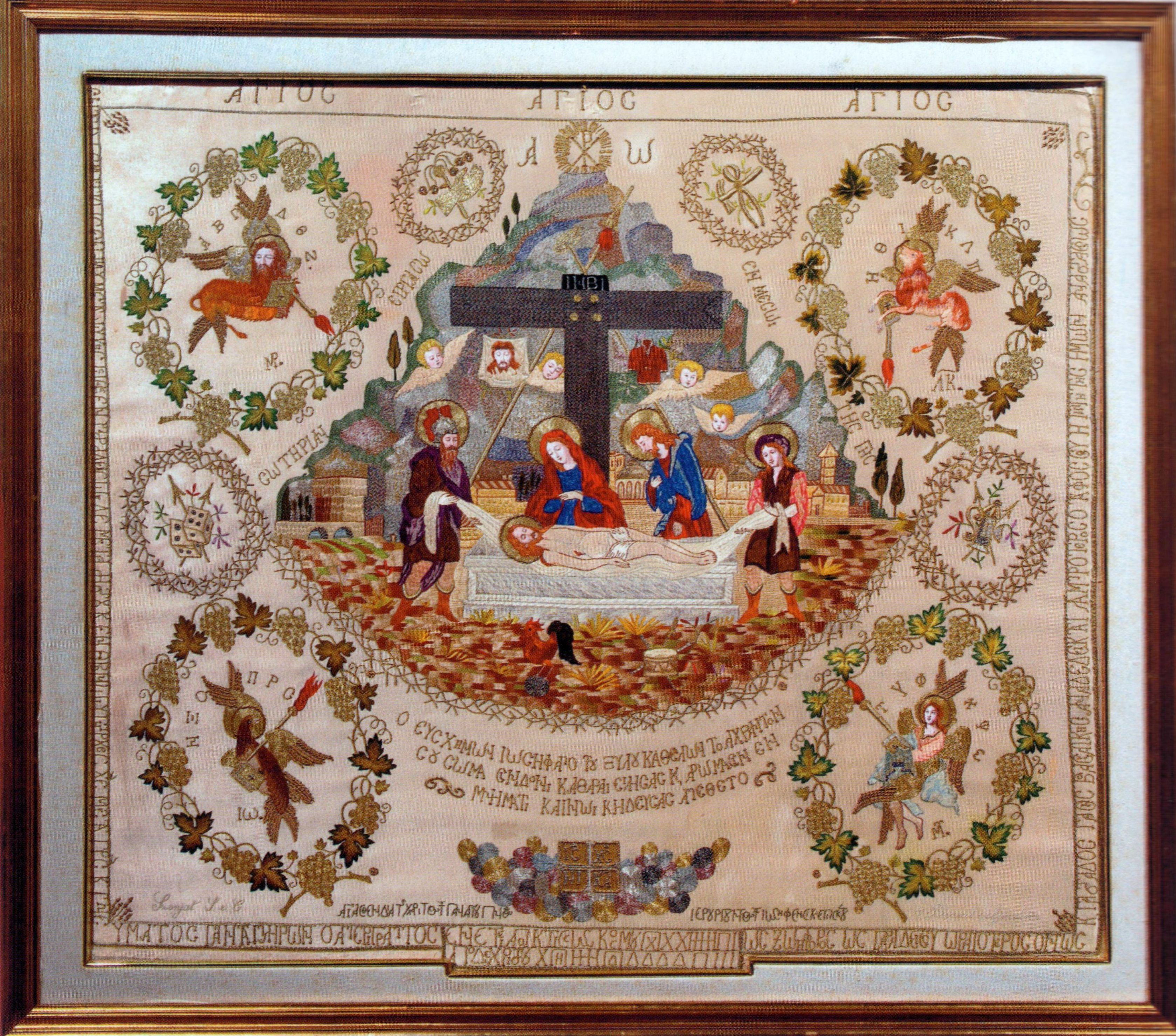
Epitàfios (XIX secolo)
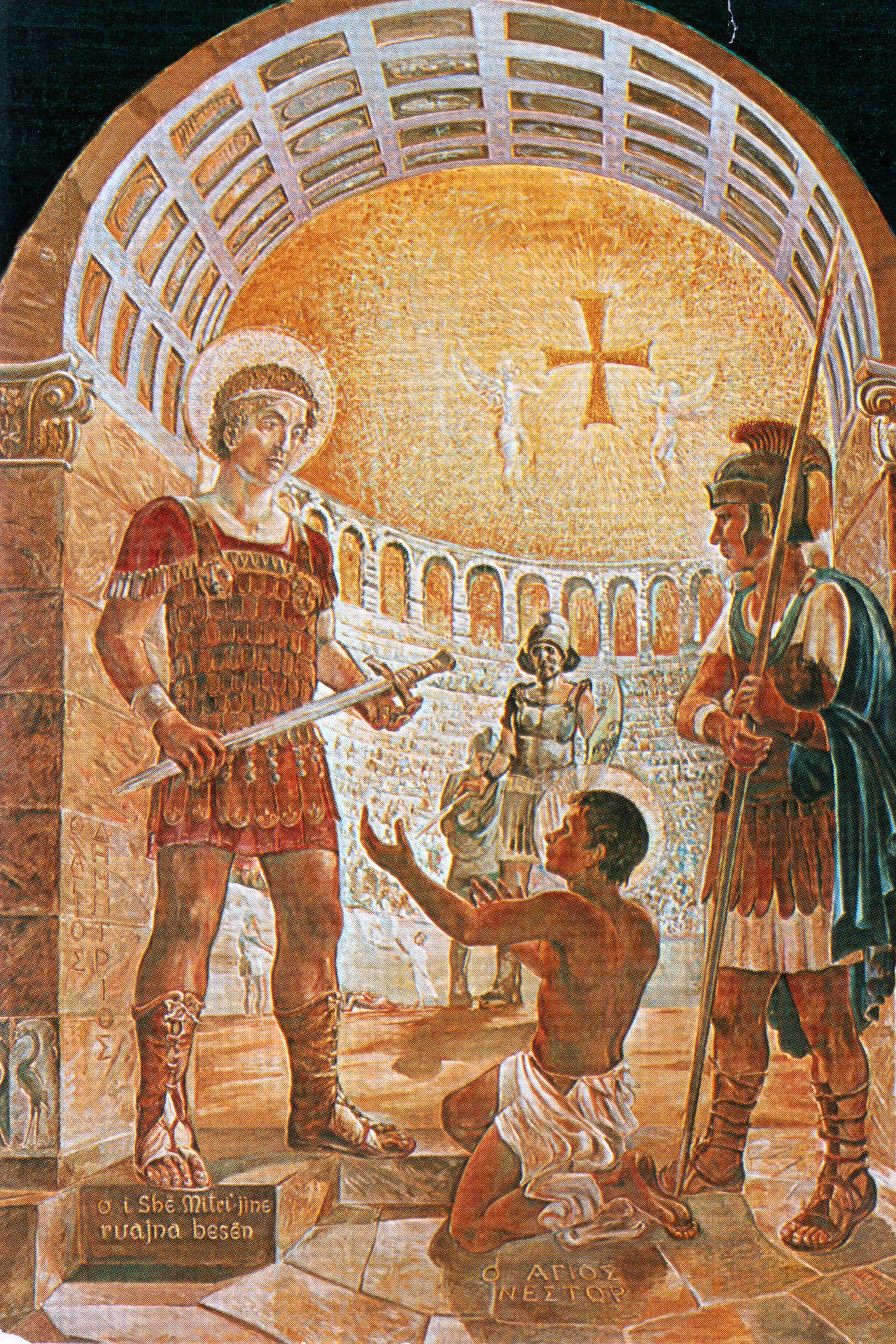
San Demetrio, olio su tela, Fascetti. Commissione di papàs Gjergji Schirò (1907-1992)
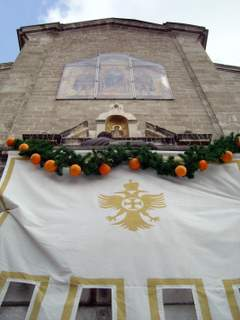
Stendardo dell'Eparchia di Piana degli Albanesi